# Pietro Mori
Pietro Mori (Arezzo, 26 maggio 1820 – Arezzo, 23 luglio 1902) è stato un politico italiano.

## Biografia
Possidente terriero aretino, cavaliere, il 16 luglio 1865 venne nominato con Regio decreto sindaco di Arezzo, primo sindaco aretino del Regno d'Italia dall'istituzione della carica, che sostituiva la carica di gonfaloniere di epoca granducale. Ricevette Giuseppe Garibaldi a palazzo Albergotti il 22 settembre 1867, evento ricordato con una lapide. Il 28 dicembre 1867 fu riconfermato per un secondo mandato, terminato il 31 dicembre 1870.
A lungo presidente della Società operaia aretina, nel 1883 fu bersaglio di un attentato di matrice politica, risoltosi grazie alla pronta reazione del Mori che mise in fuga l'aggressore. La questione fu portata in Parlamento dal deputato Giovanni Severi, che accusò il prefetto di Arezzo di collusione con gli attentatori; Agostino De Pretis rispose difendendo l'operato dei funzionari governativi e minimizzando l'accaduto.
Morì ad Arezzo il 23 luglio 1902.